# Fältjägargruppen

Jämtlandsgruppens vapen.

Fältjägargruppen (FJG) är en svensk militärregiongrupp inom Hemvärnet som verkat i olika former sedan 1998. Förbandsledningen är förlagd i Östersunds garnison, Östersund.

## Historia
Inför försvarsbeslutet 1996 föreslog regeringen en ny försvarsområdesindelning, vilket innebar att tre försvarsområdesstaber inom Norra militärområdet skulle avvecklas senast den 31 december 1997. De tre staber som föreslogs för avveckling återfanns i Kalix, Kiruna och Östersund. Gällande staben i Östersund föreslogs den tillsammans med staben i Sollefteå att bilda ett gemensamt försvarsområde. Därmed avvecklades Jämtlands fältjägarregemente den 31 december 1997 och från den 1 januari 1998 kom Jämtlands försvarsområde att integreras i Västernorrlands försvarsområde, som antog namnet Västernorrlands och Jämtlands försvarsområde. Som stöd till hemvärn och frivilligverksamheten inom Jämtlands län och före detta Jämtlands försvarsområde bildades försvarsområdesgruppen Jämtlandsgruppen.
Som ett led i försvarsbeslutet 2000 avvecklades försvars- och militärområdena den 30 juni 2000 och från och med den 1 juli 2000 organiserades i dess ställe Militärdistrikt. Därmed avvecklades bland annat Västernorrlands och Jämtlands försvarsområde. De nya Militärdistrikten motsvarade geografiskt sett de gamla militärområdena. Den stora skillnaden var att militärdistrikten var den lägsta nivån där chefen var territoriellt ansvarig. Inom militärdistrikten organiserades militärdistriktsgrupper, i regel en för varje län. Då Jämtlandsgruppen redan var organiserad inom Jämtlands län kom den endast att organisatoriskt att överföras den 1 juli 2000 till Norra militärdistriktet.
Den 2 juni 2005 presenterade regeringen sin proposition (2004/05:160) gällande en avveckling av militärdistriktsorganisationen. I propositionen hänvisades regeringen till att "I det framtida insatsförsvaret och den beslutade insatsorganisationen finns det inte längre krav på eller behov av regional eller territoriell ledning som motiverar en särskild ledningsorganisation". Därmed ansåg regeringen att militärdistriktsorganisationen kunde avvecklas, något som Försvarsmakten även i en framställan till regeringen den 7 mars 2005 föreslagit. I dess ställe skulle fyra ledningsgrupper för säkerhetstjänst och samverkan inrättas, där ledningsgrupperna lokaliserade till Boden, Stockholm, Göteborg och Malmö. Den 16 november 2005 antog riksdagen regeringens proposition, därmed beslutades att militärdistriktsorganisationen skulle upplösas och avvecklas den 31 december 2005. Vilket innebar att militärdistriktsgrupperna omorganiserades till utbildningsgrupper och underställdes ett utbildningsförband. Detta medförde att Fältjägargruppen överfördes från Norra militärdistriktet till att bli en enhet inom Norrbottens regemente från och med den 1 januari 2006.
Den 1 januari 2013 bildades fyra militärregioner, där Norra militärregionen underställdes chefen för Norrbottens regemente, men löd under chefen insatsledningen i Högkvarteret avseende markterritoriell ledning i fred, kris och krig. Chefen för Fältjägargruppen var dock fortfarande underställd chefen Norrbottens regemente gällande produktionsledning av hemvärnsförbanden samt insatsledning inom utbildningsgruppens geografiska område. Den 1 oktober 2018 delades dock ledningen av Norrbottens regemente och Norra militärregionen, det genom att en separat chefsbefattning för Norra militärregionen tillsattes. Vidare underställdes staben Norra militärregionen i ledningsfrågor direkt chefen insatsledningen i Högkvarteret. I Försvarsmaktens budgetunderlag till regeringen för 2020 föreslogs att de fyra militärregionala staberna från 1 januari 2020 skulle inrättas som egna organisationsenheter. Cheferna för militärregionstaberna föreslogs i sin tur underställas rikshemvärnschefen avseende produktion av utbildningsgrupper och hemvärnsförband. Detta medförde att utbildningsgrupperna överfördes organisatoriskt från ett utbildningsförband till de fyra militärregionala staberna. I regeringens proposition framhöll dock regeringen att den militära regionala indelningen kunde komma att justeras, det beroende på utfallet av utredningen "Ansvar, ledning och samordning inom civilt försvar" (dir. 2018:79). För Fältjägargruppen innebar denna förändring att utbildningsgruppen överfördes från Norrbottens regemente till att bli en enhet inom Norra militärregionen från och med den 1 januari 2020.
I Försvarsmaktens budgetunderlag för 2023 föreslog Försvarsmakten att Fältjägargruppen skulle byta namn den 1 januari 2023 till Jämtlandsgruppen (JÄG), då utbildningsgruppen är en del av Norra militärregionen och därmed saknar koppling till Västernorrlands regemente med Jämtlands fältjägarkår.
För att påvisa anknytningen till militärregionen, lämnades den 1 januari 2023 begreppet utbildningsgrupp till förmån för det nya begreppet militärregionsgrupp. Det för att på ett tydligare sätt anknyta mot enhetens bidrag som ett av militärregionens krigsförband, med uppgifter såväl i fred som i krig.

## Verksamhet
Chefen Fältjägargruppen är från den 1 januari 2020 direkt underställd chefen för Norra militärregionen. Fältjägargruppens uppgifter är att utbilda, organisera och administrera hemvärnsförbanden i Jämtlands län. Gruppen skall vidare stödja frivilliga försvarsorganisationer. Insatser i såväl fred som under kris och krig leds i allmänhet direkt av Norra militärregionen, men Fältjägargruppen kan ges ledningsuppgifter som till exempel att avdela en militär insatschef (MIC). Från och med 2010 ansvarar Fältjägargruppen, tillsammans med 13 övriga hemvärnsgrupper runt om i landet, för så kallad direktutbildning (GSU) till sina insatsförband. I samband med återetableringen av Jämtlands fältjägarkår kom värnpliktsutbildningen vid Fältjägargruppen successivt överföras till Jämtlands fältjägarkår. Fältjägargruppen kom därefter istället att inrikta sig helt på vidmakthållande och vidareutbildning av Fältjägarbataljonen.

## Ingående enheter
Vid Fältjägargruppen tjänstgör cirka tio officerare och tre civila med uppgift att utbilda och stödja cirka 2 500 hemvärnssoldater och frivilligpersonal i olika frivilligorganisationer. Fältjägargruppens var tidigare organiserat i två bataljoner samt en musikkår. Sedan den 1 januari 2012 är utbildningsgruppens två bataljoner sammanslagna till Fältjägarbataljonen (14. hemvärnsbataljonen). 

### Fältjägarbataljonen
- 14. hemvärnsbataljonstaben och ledningsplutonen
- 14. hemvärnsledningsplutonen
- 141. hemvärnsinsatskompaniet
- 142. hemvärnsinsatskompaniet
- 143. hemvärnsinsatskompaniet
- 144. hemvärnsbevakningskompaniet
- 145. hemvärnsunderrättelsekompaniet
- 146. hemvärnsTOLO-gruppen
- 147. hemvärnsmusikkåren (Hemvärnets musikkår Jämtland)

## Förläggningar och övningsplatser
När Fältjägargruppen bilades samlokaliserades förbandsledningen med Fältjägarbrigaden (NB 5), från 2000 med Jämtlands fältjägarregemente (I 5) på Fältjägargränd i Östersund. Efter att Jämtlands fältjägarregemente och Jämtlands flygflottilj upplöstes och avvecklades, kom gruppen omlokaliseras till norra delen på det före detta flottiljområdet på Frösön. Våren 2018 framkom det att Fältjägargruppen önskade att flytta sin verksamhet från Frösön, där verksamheten led av vissa säkerhetsbrister som avsaknaden av staket och ett föråldrat inpasseringssystem. Istället planerades verksamheten flyttas till en fastighet i Lugnvik i norra Östersund. Fastigheten som ägs av Fortifikationsverket krävde en viss om- och tillbyggnad av förrådsdelar och kontors- och förläggningsutrymmen för cirka 220 miljoner. En planerad flytt från Frösön till Lugnvik var planerad till årsskiftet 2020/2021, dock beroende på om FMV valde att samlokalisera sin verksamhet i Lugnvik från Rådhusgatan i Östersund. Med Lugnvik skulle Fältjägargruppen ha en nära anslutning till Dagsådalens skjutfält. I november 2019 blev det klart att Östersunds kommun sålde en fastighet omfattande 11,5 hektar mark till Fortifikationsverket. Målet med köpet var att försvaret skulle lämna Frösön och flytta till Lugnvik i november 2022. Genom försvarsbeslutet 2020 så omkullkastades planerna om en flytt till Lugnvik. Istället bedöms en fullständig flytt av Fältjägargruppens verksamhet med tillhörande förband vara klar vid årsskiftet 2028/2029 och kommer då att samordnas med etableringen av Jämtlands fältjägarkår till det nya kasernetablissement som planeras att uppföras på Torråsen norr om Östersund.

## Heraldik och traditioner
Genom att Jämtlands fältjägarregemente (I 5) avvecklades i samband med försvarsbeslutet 2004, namnändrades Jämtlandsgruppen till Fältjägargruppen. Fältjägargruppen var traditionsbärare från 17 juni 2005 för Jämtlands fältjägarregemente (I 5) och Fältjägarbrigaden (NB 5). Från den 1 juli 2012 fördes dessa traditioner vidare av Fältjägarbataljonen. Från 1 januari 2022 är Västernorrlands regemente med Jämtlands fältjägarkår traditionsbärare för Jämtlands fältjägarregemente.

## Förbandschefer
Förbandschefen tituleras "chef för Fältjägargruppen" och har tjänstegraden överstelöjtnant.

- 1998–2000: ???
- 2000–2001: Överstelöjtnant Åke Hjelm
- 2001–2006: Överstelöjtnant Lennart Fredman
- 2006–2006: Överstelöjtnant Kristian Bouveng (Tjf.)
- 2006–2011: Överstelöjtnant Sven Mattsson
- 2011–2014: Överstelöjtnant Mikael Johansson [14]
- 2014–2014: Major Anders Sundin (Tjf.) [15]
- 2014–2017: Överstelöjtnant Mikael Johansson [14]
- 2017–2020: Överstelöjtnant Micael Ågren-Berner [14] [d]
- 2020–20xx: Överstelöjtnant Mikael Wassdahl [e]

## Namn, beteckning och förläggningsort
| Jämtlandsgruppen | 1998-01-01 | – | 2005-06-30 |
| Fältjägargruppen | 2005-07-01 | – | 2022-12-31 |
| Jämtlandsgruppen | 2023-01-01 | – |            |

| G 22  | 2000-07-01 | – | 2005-06-30 |
| UG 22 | 2005-07-01 | – | 2017-12-31 |
| FJG   | 2018-01-01 | – | 2022-12-31 |
| JÄG   | 2023-01-01 | – |            |

| Östersunds garnison/Fältjägargränd (F) | 1998-01-01 | – | 2006-06-30 |
| Östersunds garnison/Frösön (F)         | 2006-07-01 | – |            |